# Carmen Crescenzi
Maria Carmen Crescenzi (Penne, 27 settembre 1998) è un'ex ginnasta italiana, che partecipava come individualista della Nazionale di ginnastica ritmica dell'Italia.

## Carriera sportiva
Inizia a praticare ginnastica ritmica nel 2003 e all'età di 8 anni inizia ad allenarsi a livello agonistico nella società Armonia d'Abruzzo, allenata da Germana Germani.
Nel 2008 arriva 3º Class. Campionato Regionale Categoria Allieve 1º fascia, 1° Class. Campionato Regionale Serie C1,
1° Class. Campionato Interregionale Serie C1, e 1° Class. Tournoi Paris Rytmique 2008.
Dal 2009 fa parte della squadra dell'Armonia d'Abruzzo che partecipa al massimo campionato di serie A, vincendo il titolo per sei anni consecutivi (dal 2009 al 2013), e nel 2014 diventano invece vice-campionesse d'Italia. Si classifica 1º al Campionato Nazionale Serie C1.
Nel 2010 comincia a partecipare a competizioni internazionali come il Torneo Intern. Knorr Bremse, e il Torneo Intern. Udine, dove si classifica 1º ad entrambe.
Nel 2011 fa parte della squadra nazionale italiana juniores, insieme a Chiara di Battista, Alessia Russo, Alessia Medoro, Francesca Medoro e Valentina Savastio, che partecipa alla World Cup di Pesaro, World Cup di Pôrtimäo e si classifica in 6ª posizione ai Campionati europei di ginnastica ritmica 2011  a Minsk.
Nel 2012 vince la medaglia di bronzo con cerchio al Grand Prix di Mosca, con la palla arriva 4º alla World Cup di Kiev. Alla World Cup di Pesaro vince una medaglia d'argento e una di bronzo. Partecipa ai Campionati europei di ginnastica ritmica 2012 a Nižnij Novgorod.
Nel 2013 partecipa al Grand Prix di Mosca, classificandosi in 5ª posizione. Ai campionati assoluti vince tre medaglie d'oro al cerchio, clavette e nastro.
Nel 2014 inizia la sua carriera da Senior. Partecipa al Torneo internazionale di Kazan (Russia) dove si classifica 4º, e alla World Cup di Tshkent (UZB),16º. Vince una medaglia d'argento e una di bronzo ai campionati assoluti. Viene convocata per partecipare ai Campionati mondiali di ginnastica ritmica 2014 di Izmir.
Nel 2015 si allena per due mesi a Baku, e partecipa al Test Event di Baku, in vista della prima edizione dei Giochi Olimpici Europei. Al Grand Prix di Thiais si classifica 16º, e 23º alla World Cup di Bucarest. La sua miglior prestazione avviene alla World Cup di Tashkent, dove arriva 14º. Ai Campionati Italiani Assoluti 2015 si classifica 4º nell'all-around e vince due medaglie d'argento nelle finali di specialità. Nel concorso generale della “MTK Cup”, il Torneo internazionale che si è svolto durante la World Cup di Budapest 2015 si classifica 10º (66,950).
Esordisce a Stoccarda ai Campionati mondiali di ginnastica ritmica 2015, la sua prima esperienza a un mondiale di ginnastica ritmica. Partecipa al concorso per nazioni e si classifica 45º alle clavette (16 083) e 14º con l'Italia.
Nel settembre 2017 ha vinto il concorso di bellezza Miss Grand Prix.